# Pittosporum viridulatum
Pittosporum viridulatum là một loài thực vật thuộc họ Pittosporaceae. Đây là loài đặc hữu của Ấn Độ.